# Sarıbayır, Refahiye
Sarıbayır là một xã thuộc huyện Refahiye, tỉnh Erzincan, Thổ Nhĩ Kỳ. Dân số thời điểm năm 2010 là 58 người.